# Eslamshahr
Eslamshahr (persiska: اسلامشهر) är en stad i norra Iran. Den ligger strax söder om Teheran, i provinsen med samma namn, och har cirka 450 000 invånare. Staden är administrativt centrum för delprovinsen (shahrestan) Eslamshahr.